# Jonathan Borlée
Jonathan Borlée (* 22. února 1988 Woluwe-Saint-Lambert) je belgický atlet, sprinter, jehož specializací je běh na 400 metrů.

## Kariéra
V roce 2005 na mistrovství světa do 17 let v Marrakéši doběhl na pátém místě. O rok později skončil na juniorském mistrovství světa v Pekingu ve finále čtvrtky na čtvrtém místě.
V roce 2008 reprezentoval na letních olympijských hrách v Pekingu, kde skončil ve druhém semifinálovém běhu na pátém místě a do finále nepostoupil. Ve finále štafety na 4 × 400 m doběhlo belgické kvarteto na pátém místě v novém národním rekordu 2:59,37.
V roce 2010 na halovém MS v katarském Dauhá získal stříbrnou medaili ve štafetě na 4 × 400 metrů. Kvarteto ve složení Cédric Van Branteghem, Kévin Borlée, Antoine Gillet a Jonathan Borlée zde zaběhlo trať v čase 3:06,94 a nestačilo jen na americké kvarteto, které bylo o více než tři sekundy rychlejší.
V témž roce si vytvořil na mistrovství Evropy Barceloně v semifinále nový osobní rekord, jehož hodnota 44,71 s je také zároveň belgickým rekordem. Ve finále však doběhl na sedmém místě v čase 45,35 s. Společně se svým bratrem Kévinem, Cédricem Van Branteghem a Arnaudem Destattem vybojoval bronzovou medaili ve štafetě na 4 × 400 metrů.
Jeho bratr Kévin a starší sestra Olivia se rovněž věnují atletice, sprintům. Jejich otec Jacques Borlée mj. získal stříbrnou medaili v běhu na 200 metrů na halovém ME v Budapešti 1983.